# Метрибузин
Метрибузин — гербицид из группы триазинонов.

## Синтез
Метрибузин можно поэтапно синтезировать через реакцию 3,3-диметил-2 бутанона с сульфурилхлоридом и диметиламином и последующей реакции промежуточного продукта с гидроксидом натрия, затем тиокарбоногидразидом и завершить синтез метилированием при помощи йодметана или бромистого метила.

## Характеристики
Метрибузин представляет собой горючее бесцветное твердое вещество с характерным запахом, трудно растворимое в воде. В почве разлагается в течение 1-3 месяцев, но может сохраняться и до года. Малотоксичен для пчел (4-й класс опасности) и других полезных насекомых. В качестве загрязняющего вещества может обнаруживаться в грунтовых водах

## Использование
Метрибузин входит в качестве активного ингредиента в состав множества гербицидов. Он используется до и после появления всходов на таких культурах как картофель, пшеница, томаты, морковь, соя и сахарный тростник. Механизм действия основан на ингибировании работы фотосистемы II. Метрибузин был зарегистрирован в 1973 году в Соединенных Штатах . В июле 1985 года была выставлена стандартная регистрация (PB86-NTIS # 174216). По состоянию на 2011 году в США было использовано почти 1000 тонн этого вещества.

## Утверждение
В странах Европейского Союза метрибузин был внесён в список разрешенных активных компонентов средств защиты растений 1 октябрь 2007 года. Разрешён к использованию в Германии, Австрии и Швейцарии.